# Komunální volby v Grónsku 2013
Komunální volby v Grónsku se konaly 2. dubna 2013. Jednalo se o druhé komunální volby v Grónsku od zavedení čtyř velkých obcí. Součástí voleb byly také volby do vesnických rad a místních farních rad. Obvykle se komunální volby konají každé čtyři roky, avšak předchozí volby se však konaly o pět let dříve, v roce 2008. Vzhledem ke sloučení 18 bývalých krajů do čtyř nových velkých samospráv k 1. lednu 2009 se však volby konaly až čtyři roky po sloučení.

## Výsledky
| Strana                    | Strana                    | Hlasy  | %      | Křesla | +/– |
| ------------------------- | ------------------------- | ------ | ------ | ------ | --- |
|                           | Siumut                    | 11,336 | 48.14  | 38     | +8  |
|                           | Inuit Ataqatigiit         | 7,006  | 29.75  | 20     | –1  |
|                           | Atassut                   | 3,069  | 13.03  | 9      | –1  |
|                           | Partii Inuit              | 1,521  | 6.46   | 2      | –6  |
|                           | Demokraté                 | 309    | 1.31   | 0      | –8  |
|                           | Kattusseqatigiit          | 268    | 1.14   | 0      | –2  |
|                           | nezávislí                 | 39     | 0.17   | 1      | +1  |
| Celkem                    | Celkem                    | 23,548 | 100.00 | 70     | –2  |
|                           |                           |        |        |        |     |
| Platné hlasy              | Platné hlasy              | 23,548 | 98.80  |        |     |
| Neplatné hlasy            | Neplatné hlasy            | 286    | 1.20   |        |     |
| Celkový počet             | Celkový počet             | 23,834 | 100.00 |        |     |
| Registrovaní voliči/účast | Registrovaní voliči/účast | 40,909 | 58.26  |        |     |